# Notiosterrha
Notiosterrha là một chi bướm đêm thuộc họ Geometridae.